# Le Freney-d'Oisans
 Le Freney-d'Oisans  es una población y comuna francesa, en la región de Ródano-Alpes, departamento de Isère, en el distrito de Grenoble y cantón de Le Bourg-d'Oisans.

## Demografía
| 210 | 154 | 133 | 180 | 177 | 221 |
| Para los censos de 1962 a 1999 la población legal corresponde a la población sin duplicidades (Fuente: INSEE [Consultar]) |     |     |     |     |     |